# Аракчеев, Борис Владимирович
Бори́с Влади́мирович Аракче́ев (бел. Барыс Аракчэеў; 19 апреля 1926, Турбаново, Ярославская губерния — 10 марта 2013, Минск) — белорусский советский живописец и педагог, Заслуженный деятель искусств Беларуси (1996), работал в станковой живописи, в жанрах пейзажа, натюрморта, тематических картин и батальных сцен.

## Биография
Родился 19 апреля 1926 года в деревне Турбаново (ныне — в Брейтовском районе Ярославской области). Юность Бориса совпала с годами Великой Отечественной войны. Он записался добровольцем на фронт, откуда в 1944 году был направлен в Бобруйск, а затем в Минский штаб округа, откуда демобилизовался.
В 1950 году поступил в Минское художественном училище, которое досрочно, за хорошую успеваемость, окончил в 1953, затем поступил в только что открывшийся в Минске Театрально-художественный институт. Его наставником и впоследствии руководителем диплома стал известный белорусский живописец и педагог Виталий Цвирко. Дипломная работа — картина «Былые походы. Этапы большого пути»
Одновременно с Борисом Аракчеевым первыми выпускниками этого института в 1959 году стали народные художники Анатолий Аникейчик, Виктор Громыко, Арлен Кашкуревич, Леонид Щемелёв.

## Творчество
Дипломная работа Бориса Аракчеева «Этапы большого пути», написанная на «отлично», была отобрана для показа в Москве на Всесоюзной выставке, напечатана во многих московских изданиях и теперь находится в собственности и постоянной экспозиции Национального художественного музея Беларуси.
Среди картин Аракчеева — пейзажи, натюрморты, серия портретов современников и знаменитых людей. Являлся одним из четырёх создателей диорамы «Минский котёл» 1969—1972 в Музее истории Великой Отечественной войны. Член Белорусского Союза художников с 1964 года.
С 1964 по 1971 Борис Аракчеев преподавал живопись и композицию в Минском художественном училище. С 1971 по 1996 — в Белорусской Академии искусств, где получил звание доцента кафедры. Являлся наставником многих известных белорусских художников, среди которых Владимир Кожух, Алексей Кузьмич, Вячеслав Рускевич, Феликс Янушкевич, Василий Ясюк и другие.
С 1968 по 1977 Борис Аракчеев состоял в правлении Союза Художников БССР.
Произведения Аракчеева находятся во многих музеях Республики Беларусь: 18 работ в Национальном художественном музее, столько же в Фонде Союза Художников Беларуси, ещё 17 работ в Могилёвском художественном музее, а также работами Аракчеева владеют Музей современного изобразительного искусства в Минске, Музей истории ВОВ, Литературный музей Максима Богдановича, Музее истории города Минска, художественных галереях Гомеля, Светлогорска, Полоцка, Крупок, Баранович, а также в галереях и частных коллекциях зарубежных стран.
Жил в Минске.
Отец трёх дочерей, каждая из которых является художником-профессионалом.
Мастерская художника находилась на Площади Свободы в Минске, на пересечении улиц Ленина и Интернациональной. Теперь в ней работает младшая дочь художника, белорусский живописец и иллюстратор Оксана Аракчеева.

## Произведения
- 1956 — «Юность (Новая страница жизни)» (серия портретов современников и знаменитых людей);
- 1959 — «Этапы большого пути»;
- 1960 — «Сирень у колодца»;
- 1964 — «Зимнее кружево»;
- 1968 — «Партизанские вьюги»;
- 1969 — «Хлеб»;
- 1970 — «Позолотила листву осень»;
- 1972 — «Кузнецы»;
- 1976 — «Краски осени»;
- 1976 — «Дары леса»;
- 1978 — «На западный фронт»;
- 1980 — «Волжские дали»;
- 1980 — «Пионы»;
- 1981 — «Последняя весна в лицее»;
- 1982 — «Народные песни»;
- 1983 — «Возрождённый край»;
- 1984 — «Портрет полного кавалера орденов Славы Михиевича Льва Николаевича»;
- 1984 — «Натюрморт с люпином»;
- 1984 — «Натюрморт с сиренью»;
- 1984 — «Земля Заславская»;
- 1988 — «Шли эшелоны»;
- 1989 — «Раны», диптих;
- 1993 — «Цветут сады над Нёманом»;
- 1996 — «Сирень на фоне гобелена»;
- 2000 — «Натюрморт с рыбой»;
- 2001 — «Возрождение»[4].

## Награды, звания и отличия
- Орден Франциска Скорины (2011).
- Заслуженный деятель искусств Беларуси (1996).
- Доцент Белорусской государственной академии искусств, (1996)